# The Creepshow
The Creepshow är ett kanadensiskt psychobillyband som bildades 2005. Bandets medlemmar har tidigare spelat i olika lokala garageband. The Creepshows låttexter handlar till stor del om olika skräckfilmer. 

## Medlemmar
- Sarah "Sin" Blackwood - Sång
- Sean "Sickboy" McNab - Kontrabas och kör.
- Kristian "The Reverend McGinty" Rowles – Piano och kör
- Matt "Pomade" Gee – Trummor

## Diskografi

### Album
- Sell Your Soul (2006)
- Run for Your Life (2008)
- They All Fall Down (2010)

### 7" Vinyl
- Creepy Christmas Classics! (Stereo Dynamite, 2008)